# Costa-ricanisch-portugiesische Beziehungen
Die costa-ricanisch-portugiesischen Beziehungen umfassen das zwischenstaatliche Verhältnis zwischen Costa Rica und Portugal. Die Länder unterhalten mindestens seit 1913 direkte diplomatische Beziehungen.
Das Verhältnis gilt traditionell als sehr gut und problemfrei, wenn auch noch nicht sehr intensiv. Ihre politischen Beziehungen werden heute vor allem durch die gemeinsame Arbeit in internationalen Organisationen wie dem Iberoamerika-Gipfel und der Organisation für wirtschaftliche Zusammenarbeit und Entwicklung (OECD) geprägt, aber auch die Lateinische Union, die Welthandelsorganisation oder Unterorganisationen der UNO sind dabei zu nennen. Weitere Verbindungen bestehen u. a. in der historischen portugiesischen Einwanderung nach Costa Rica (Staatsoberhaupt Antonio Pinto Soares etwa stammte aus Portugal) und der neueren costa-ricanischen Einwanderung nach Portugal (u. a. Anwerbung von Ärzten). Auch als Reiseland vor allem für naturverbundene Touristen ist Costa Rica in Portugal bekannt. Der direkte bilaterale Handel, aus geografischen Gründen traditionell niedrig, spielt dagegen erst eine kleine Rolle in ihren Beziehungen, gleichwohl er langsam zunimmt.
Im Jahr 2021 lebten 78 costa-ricanische Staatsbürger in Portugal, davon mit 32 die meisten im Großraum Lissabon. 2019 waren 79 in Portugal geborene Staatsbürger in Costa Rica gemeldet, eine genaue Zahl der Nachfahren portugiesischer Einwanderer in Costa Rica ist dagegen nicht bekannt.

## Geschichte

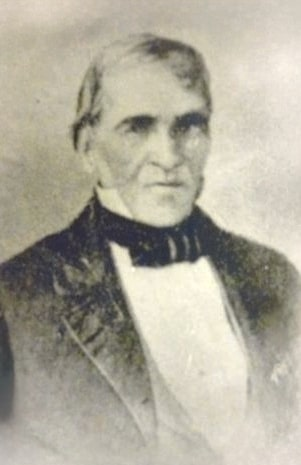
Der aus Porto stammende Antonio Pinto Soares (1780–1865) war der 14. Staatschef Costa Ricas.

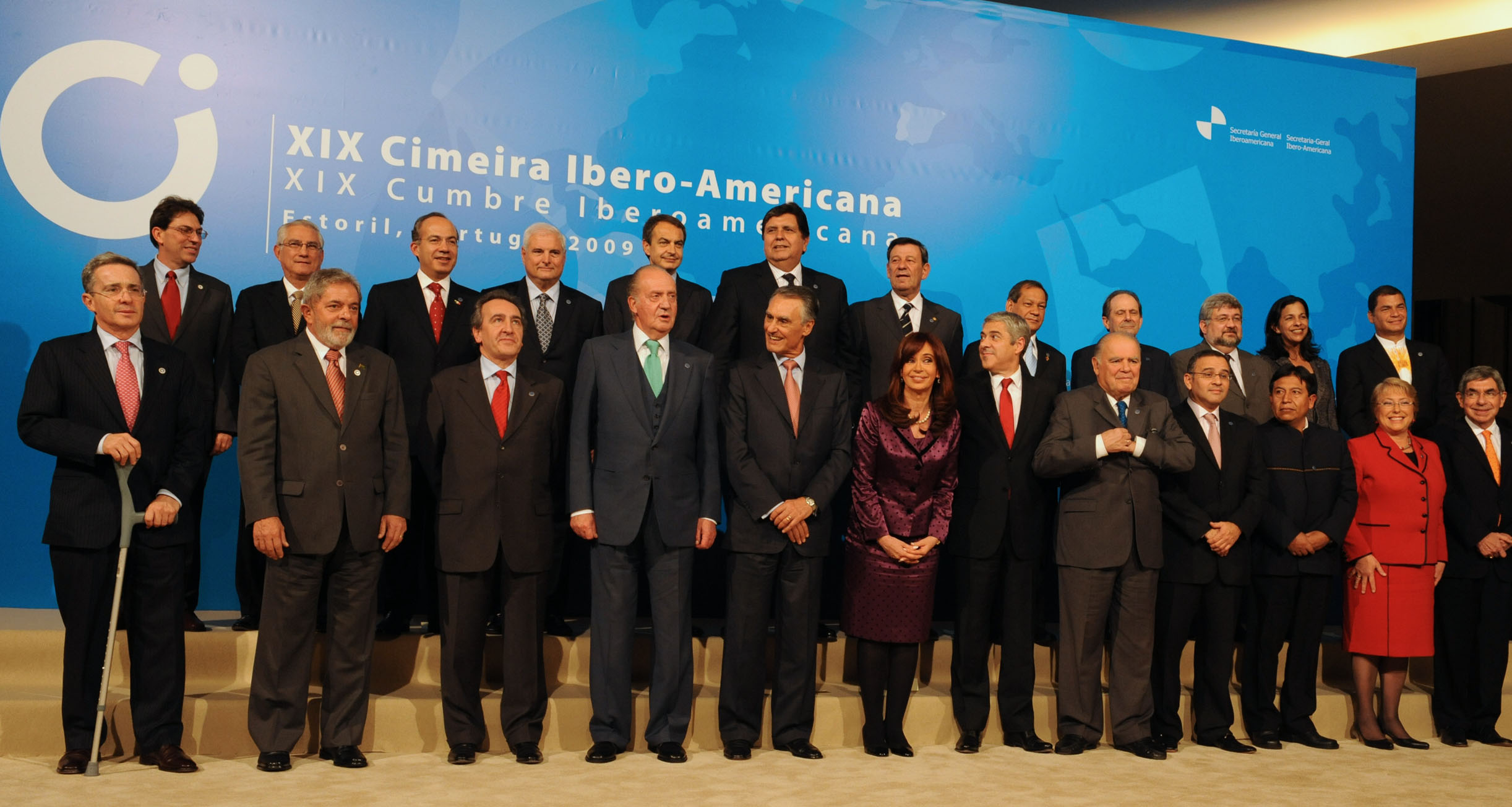
Gruppenbild der Staatschefs beim Ibero-Amerika-Gipfel 2009 in Portugal

Trotz des portugiesisch-spanischen Vertrages von Tordesillas aus dem Jahr 1494 kamen portugiesische Händler, Handwerker, Söldner und Künstler auch in Spanien zugeschlagene Gebiete Amerikas, so auch nach Mittelamerika. In das heutige Costa Rica kamen Portugiesen ab dem 16. Jahrhundert, nicht in starker Zahl, aber fortlaufend über die Jahrhunderte immer wieder.
Der 1810 aus Portugal eingewanderte Geschäftsmann Antonio Pinto Soares tat sich hier im Bergbau und Kaffeeanbau im Land hervor und stieg zudem im Militär des 1821 unabhängig gewordenen Costa Ricas bis zum Oberkommandierenden der Armee auf. 1842 wurde er der 14. Präsident Costa Ricas.
Nach der Einrichtung der portugiesischen Legation in Panama 1913 akkreditierte sich vermutlich erstmals ein portugiesischer Vertreter in Costa Rica.
Einer ersten costa-ricanisch-portugiesischen Schieds- und Rechtsvereinbarung 1914 folgte 1969 ein Abkommen zur gegenseitigen Visumfreiheit.
Portugal hatte 1961 eine erste Legation in der costa-ricanischen Hauptstadt San José eröffnet und sie 1964 zur Botschaft erhoben. Ein erster Geschäftsträger hatte sich dort am 2. Januar 1962 akkreditiert. 1975 wurde die Botschaft wieder geschlossen, danach war der Portugiesische Botschafter in Kolumbien (seit 2015 der Vertreter Portugals in Panama) für Costa Rica zuständig, wozu er sich seitdem hier zweitakkreditiert (Stand 2022).
Als sich nach dem Ende des Kalten Krieges ab 1989 weltweit der multilaterale wirtschaftliche, politische und kulturelle Austausch intensivierte und neu ausrichtete, näherten sich auch die lateinamerikanischen Staaten und das seit dem EU-Beitritt 1986 boomende Portugal stärker an. Insbesondere im Rahmen der seit 1991 regelmäßig stattfindenden Iberoamerika-Gipfel erfuhren auch die Beziehungen zwischen Costa Rica und Portugal eine relative Intensivierung. Seither waren beide Länder bereits Gastgeber der Gipfel und begrüßten dabei die jeweiligen Regierungschefs bei sich.
Zur Bekämpfung des Ärztemangels in Portugal wurden ab 2011 auch Ärzte aus Costa Rica angeworben. Die zunächst unklare arbeitsrechtliche Situation in Portugal der ersten 21 costa-ricanischen Ärzte wurde im Herbst 2011 durch eine erste vereinfachende Regelung beseitigt, im Rahmen von angebahnten costa-ricanisch-portugiesischen Verhandlungen zu einem gegenseitigen freundschaftlichen Austauschabkommen im Gesundheitsbereich.
Im April 2021 unterzeichneten beide Länder eine Übereinkunft zu regelmäßigen Konsultationen und zur weiteren Vertiefung ihrer Beziehungen, insbesondere zur Verstärkung ihrer Zusammenarbeit in den Bereichen Tourismus, Entwicklungszusammenarbeit, Wirtschaft und Stärkung und Verteidigung multilateraler Institutionen.
Nach den verheerenden Waldbränden in Portugal 2017 sprach die Regierung Costa Ricas der Republik Portugal und seinen Bewohnern ihr Mitgefühl und ihre Solidarität aus.

## Diplomatie
Costa Rica unterhält keine eigene Botschaft in Portugal. Die nächste costa-ricanische Vertretung ist die Botschaft in Madrid. Auch Konsulate führt Costa Rica in Portugal nicht.
Portugal unterhält ebenfalls keine eigene Botschaft in Costa Rica, das Land gehört zum Amtsbezirk des portugiesischen Botschafters in Panama. In der costa-ricanischen Hauptstadt San José ist ein portugiesisches Honorarkonsulat eingerichtet.

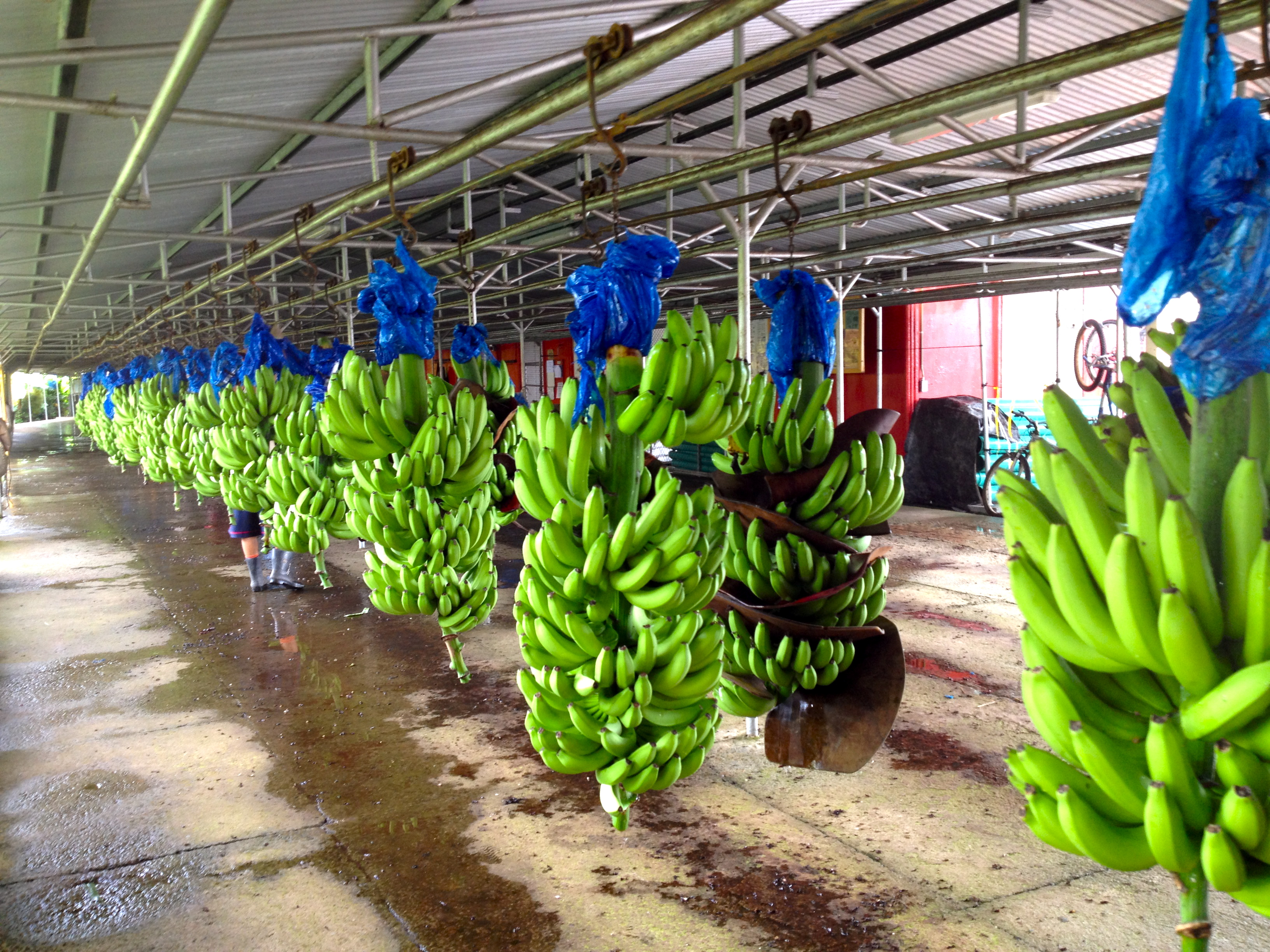
Geerntete Bananenstauden in der Provinz Limón: Obst ist bei weitem das wichtigste Exportgut Costa Ricas nach Portugal

## Wirtschaft
Im Jahr 2020 belief sich das bilaterale Handelsvolumen auf 81,303 Mio. Euro (2019: 76,408 Mio., 2015: 36,210 Mio., 2010: 62,802 Mio., 2005: 32,650 Mio., 2000: 34,460 Mio., 1996: 17,766 Mio.), mit einem traditionell stark überwiegenden Handelsbilanzüberschuss zu Gunsten Costa Ricas (2020: 67,845 Mio. Euro).
Die Exporte Costa Ricas nach Portugal im Jahr 2020 betrugen 74,574 Mio. Euro, zu 91,8 % Obst und Gemüse.
Im gleichen Zeitraum exportierte Portugal Waren im Wert von 6,729 Mio. Euro nach Costa Rica, davon 25,4 % Eisen und Stahl, 18,9 % Papier- und Kartonerzeugnisse, 12,9 % Kunststoffe und 11,2 % Obst und Gemüse.
Die portugiesische Außenhandelskammer AICEP unterhält keine Niederlassung in Costa Rica, zuständig ist das AICEP-Büro in Panama.

## Sport

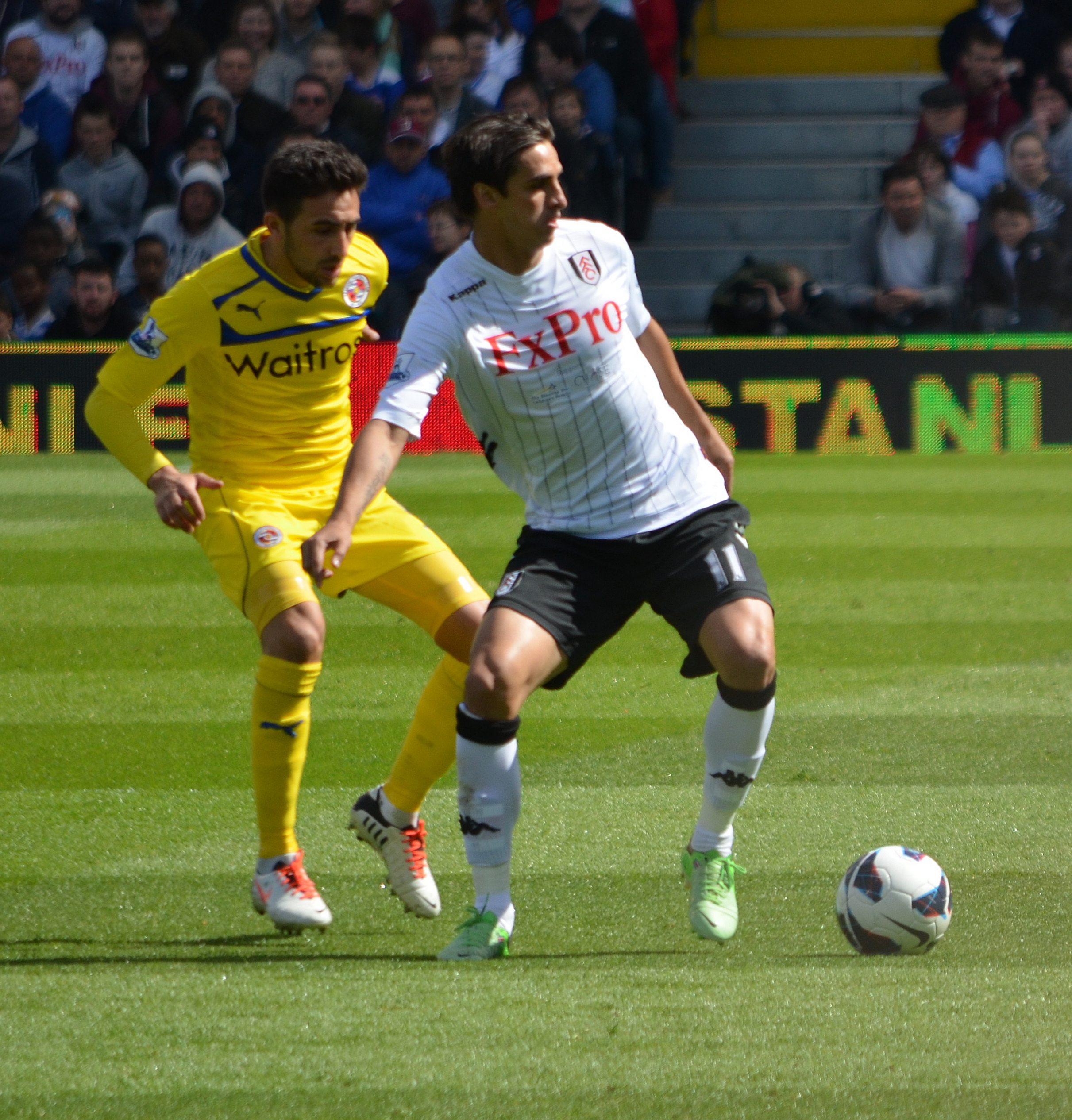
Bryan Ruiz 2013 im Trikot des englischen FC Fulham (rechts). Von dort wechselte er 2015 zu Sporting Lissabon, wo er zwei Titel gewann.

Die Costa-ricanische Fußballnationalmannschaft und die Portugiesische Auswahl der Männer trafen bisher noch nicht aufeinander. Auch die costa-ricanische und die Portugiesische Frauenelf haben bisher noch nicht gegeneinander gespielt, und auch beim Algarve-Cup sind die costa-ricanischen Frauen noch nicht vertreten gewesen (Stand März 2022).
Gelegentlich treten costa-ricanische Spieler auch für portugiesische Klubs an, darunter Nationalspieler wie Rodney Wallace, der 2016 beim FC Arouca spielte, oder Joel Campbell, der 2016 für Sporting Lissabon auflief. Bryan Ruiz gewann mit Sporting Lissabon 2015 den Portugiesischen Supercup und 2018 den Portugiesischen Ligapokal. Nationalspielerin Carolina Venegas spielte 2017–18 bei Sporting Lissabon (Frauenfußball).